# Други Доктор
Други Доктор је инкарнација Доктора, протагонисте британске научнофантастичне телевизијске серије Доктор Ху. Њега је тумачио глумац Патрик Траутон. Док обожаваоци добро памте Траутонову еру Доктора Хуа и литературу Доктора из тог доба, тешко је проценити у потпуности јер од његових 119 епизода, 53 се воде као нестале.
У оквиру приповедања серије, Доктор је вековима стар ванземаљац Временски господар са планете Галифреј који путује кроз време и простор у ТАРДИС-у, често са пратиоцима. На крају живота, Доктор се Доктор је вековима стар ванземаљац Временски господар са планете Галифреј који путује кроз време и простор у ТАРДИС-у, често са пратиоцимапа због тога, физички изглед и личност Доктора се мења. Трансформација у Другог Доктора (првобитно названа „обнова”), фигуру која је била исти 'суштински' лик као и први, али са веома различитом личношћу, била је прекретница у еволуцији серије и на крају постао кључни елемент дуговечности серије. У регенерацији му претходи Први Доктор (Вилијам Хартнел), а следи га Трећи (Џон Пертви).
Траутонов Доктор је био споља неуредан, безобразан и неспретан скитница, портрет који је добио надимак Космички скитница. Сакрио је чвршћу и мало мрачнију страну коју би често користио да обмане своје непријатеље и савезнике за опште добро. Његови изворни сапутници у Свингинг шездесетим били су префињена социјалисткиња Поли (Анеки Вилс) и морнар из радничке класе Бен Џексон (Мајкл Крејз) који је путовао са његовом претходном инкарнацијом. Касније им се придружио јакобитац из 18. века Џејми Мекримон (Фрејзер Хајнс) који је постао најоданији и најповерљивији пратилац Другог Доктора. Након одласка Бена и Поли, Доктору и Џејмију су се придружиле викторијанско сироче Викторија Вотерфилд (Дебора Вотлинг) и астрофизичарка 21. века Зои Хериот (Венди Педбури). Џејми и Зои су остали са Другим Доктором све док их Господари времена нису вратили у њихова времена и избрисали им на све осим на њихов први сусрет са њим.

## Биографија
Први Доктор је напредно постајао слабији док се борио са Киберљудима током догађаја у Десетој планети (1966) и на крају се срушио, наизглед од старости. Његово тело се обновило и преобразило у Другог Доктора.
У почетку је однос између Другог Доктора и његовог претходника био нејасан. У својој првој причи, Други Доктор се осврнуо на свог претходника у трећем лицу као да је потпуно друга особа. Његови сапутници Бен и Поли у почетку нису били сигурни како да се опходе према њему, иако је Поли била спремна да верује да је он исти човек, а тек када је један Далек препознао Доктора, Бен прихвата да је он Доктор. Све се то догодило током прве Докторове приче, Моћ Далека (1966).
У другој причи Горштаци (1966–67), Џејми Мекримон се придружио посади ТАРДИС-а и остао са Другим Доктором до краја његових путовања. На крају серијала Безлични (1967), Бен и Поли су отишли заједно када је ТАРДИС слетео на аеродром Гетвик истог дана када су првобитно отишли са Првим Доктором пошто су зауставили масовну отмицу туриста ванземаљцима који мењају облик. У следећој причи Зло Далека (1967), Доктор и Џејми су се умешали у заверу Далека да придобију и „Чиниоце људи и Далека“ када је ТАРДИС украден што их је довело до тога да упознају Викторију Вотерфилд у 19. веку. Доктор је искористио стање да осмисли грађански рат Далека који је наизглед уништио Далеке заувек. Међутим, међу настрадалима је био и Викторијин отац. Пошто је остала сироче, Викторија је одлучила да прати Доктора и Џејмија на њиховим путовањима. Иако је осећала велику наклоност према Доктору и Џејмију, никада није успела да се у потпуности помири са животом у ТАРДИС-у и сталном опасношћу која је исходила. На крају је одлучила да оде након догађаја у серијалу Бес из дубине (1968) и усвојили су је господин и госпођа Харис у 20. веку. Након догађаја у Точку у свемиру (1968), Доктору и Џејмију се тада придружила Зои Хериот, изузетно интелигентна жена из 21. века која је помогла да се порази напад Киберљуди на свемирску станицу познату као "Точак". Затим се склонила у ТАРДИС и, упркос Докторовим упозорењима о томе шта би могла наићи, одлучила је да остане.
Током своје друге инкарнације, Доктор се суочио са познатим непријатељима као што су Далеци и Киберљуди, као и са новим непријатељима као што су Велика интелигенција и Ледени ратници. Током Планете мреже (1968) Доктор је упознао пуковника Алистера Гордона Летбриџ-Стјуарта у тунелима лондонског метроа. Након пораза Велике обавештајне службе, Летбриџ-Стјуарт је унапређен у бригадира и постао вођа британског контингента ОЈУН-а, војне организације која има задатак да истражује и брани свет од ванземаљских претњи. У Најезди (1968), Доктор се поново удружио са њим да би победио најезду Киберљуди у савезу са индустријалцем Тобијасом Воаном.
У његовој последњој причи Ратне игре (1969), време Другог Доктора је дошло до краја када је ТАРДИС слетео усред ратне области коју је створило род ванземаљских војсковођа који су уз помоћ другог одметнутог Господара времена Ратног поглавице напредно отели и испирали мозак људима да постану војници за њих, надајући се да ће искористити оне који су преживели да освоје Галаксију. Иако је Доктор успео да осујети њихов план, схватио је да неће моћи да врати људске субјекте на њихове различите првобитне тачке у историји Земље. Стога је звао Господаре времена, жртвујући тада сопствену слободу, и упркос покушају бекства био је приморан да се врати на своју матичну планету. Потом су га осудили Господари времена због кршења њихових закона о немешању. Упркос Докторовом аргументу да Господари Времена треба да искористе своје велике моћи да помогну другима, осуђен је на изгнанство на Земљу у 20. веку при чему су Господари Времена приморали његову регенерацију у Трећег Доктора. Џејми и Зои су враћени у своје време, а њихова сећања на све осим на њихово упознавање Доктора су избрисана, а тајна ТАРДИС-а је такође одузета Доктору.

### Сезона 6Б
Због онога што би изгледало као грешке у континуитету у Траутоновим каснијим наступима (посебно у Два Доктора), неки обожаваоци су нагађали да су Господари времена користили Другог Доктора као агента након догађаја у Ратним играма (1969.) и да се он није у ствари одмах регенерисао и ушао у своје изгнанство на Земљи. Ова теорија континуитета је описана као "Сезона 6Б". Поред тога, иако Ратне игре никада нису приказивале саму Докторову регенерацију, касније је приказано у ТВ стрипу који је приказивао подвиге прогнаног Доктора на Земљи пре него што је у стрипу под насловом Ноћни шетачи приказан Доктор увучен у ТАРДИС од анимираних страшила, омогућавајући му да промени изглед. Регенерација Другог Доктора је такође приказана у Изопаченима, филму који су продуцирали обожаваоци у којем је Џон Пертви глумио и последњи пут се појавио као Трећи Доктор.
Према монтажеру сценарија Роберту Холмесу, задаци Другог Доктора за Господаре времена одвијали су се пре догађаја у Ратним играма: „они су 'смислили' Траутоновог Доктора и натерали га да ради разне ствари за њих, а затим га одвукли у пред себе на суђење.

## Личност
Други Доктор је добио надимак „Космички скитница“ пошто је подмукли Други Доктор изгледао далеко више неуредан и детињаст од своје прве инкарнације.
Живољубив, паметан и увек неколико корака испред својих непријатеља, понекад би могао да буде прорачунати сплеткарош који не само да би обмањивао људе за веће добро, већ би се понашао као глупа будала да би други потценили његове праве способности. Један пример је у Гробници Киберљуди (1967), где, упркос његовим упозорењима да се не отвара насловна гробница, он исправља прорачуне шифре злог логичара Ерика Клига како би отворио гробницу иза Клигових леђа. Ово омогућава да се гробница отвори тако да је Доктор могао да разоткрије планове Клига и Киберчовека и да порази обојицу.
Понекад његова обмана онима око себе може скренути на мрачну територију. У Злу Далека (1967), он је хладно обмануо Џејмија да покуша да спасе Викторију (чиме покреће испитивања Људског чиниоца) и није био саосећајан када је Едвард Вотерфилд покушао да се извини за своју сарадњу са Далецима. Касније у причи изгледа да га је "чинилац Далек" претворио у менталног Далека, иако он на крају открива да је то лаж. У серијалу Непријатљ света (1968) док је опонашао негативца Саламандера који је био његов двојник, он је испитивао Џејмија и Викторију а да они нису знали да је то он, изавзивајући их све док га нису умало физички напали. У следећој причи Мрежа страха он се очигледно помирио са планом Велике интелигенције да му исцрпи ум и одупире се покушајима спасавања - тек након тога се испоставило да је планирао да се врати на одлив ума. Упркос налету и склоности ка паници када су догађаји измакли контроли, Други Доктор се увек понашао јуначки и морално у жељи да помогне потлаченима.
Овај Доктор је повезан са фразама „Кад кажем бежи, бежи!“ и „У, тетку ли ти твоју!“ (иако се ова друга први пут чула у једној од његових последњих неколико прича Кротонци) и познат је по томе што свира кљунасту флауту.

### Изглед
Траутонов костим је астао на основу разговора између самог глумца, продуцента Инеса Лојда и уредника сценарија Џерија Дејвиса. Носио је црни капут, неколико пута већи, преко светлоплаве кошуље са крагном на дугмад. Горње дугме је било откопчано, али је горњи део кошуље држан сигурносном иглом причвршћеном за лептир машну у стилу Винстона Черчила. Носио је веома широке панталоне које су биле подигнуте црвеним нараменицама са звездама, месецима и цвећем или белим нараменицама са тамноплавом пругом по средини. У његове прве две приче, панталоне су биле наранџасте и црне кариране од 5 cm, а касније је носио браон панталоне са псећим зубима. Такође је имао склоност да носи Цилиндар и тамно смеђе чизме. Глумац је одбијао указивања да је његова препознатљива крпа црне косе била перика.
У причама смештеним у хладније окружење, Траутон је носио огртач (Горштаци, Гробница Киберљуди) или кратку бунду (Невероватни Снежни људи и Пет Доктора).

## Стил прича
Са доласком млађег Доктора и променом укуса, мандат Другог Доктора пратио је бржи темпо и склоност ка хорор причама у стилу „чудовишта недеље“ док су чисто историјске пустоловине које су биле стално обележје Хартнелове ере престале након Горштака, јединим записом из Траутонове ере у том жанру. Док је Траутонов Доктор и даље посећивао прошлост Земље, увек би наишао на ванземаљце, као што су Далеци или Ледени ратници. Такође је током ове ере серија почела да се долази на удар критике због свог наводно насилног и застрашујућег садржаја.
Као и код његовог претходника, све изворне епизоде Другог Доктора биле су црно-беле. Каснија гостовања у серијалима Три Доктора (1972–73) и Два Доктора (1985) и епизоди Пет Доктора (1983) била су у боји. Међутим, Траутонов мандат као Доктора био је значајнији по ономе што не постоји него по ономе што постоји јер је ББЦ одбацио многе епизоде у којима се појављује Други Доктор. Пун списак непотпуних серијала о Доктору Хуу показује колико ових епизода недостаје у архиви ББЦ-а.
Само две приче из прве две Траутонове сезоне – Гробница Киберљуди (1967) и Непријатељ света (1968) – још увек постоје у целини. Десет прича постоји само делимично (већина са једном или две епизоде од 4 или 6), а четири су изгубљене у целини: његова прва прича, Моћ Далека (1966), Џејмијева прва пустоловина Горштаци (1966–67), Терор Макре (1967) и Викторијина последња пустоловина Бес из дубине (1968). Од та четири серијала, сви осим Горштака су од тада реконструисани у анимираном облику за објављивање у 21. веку користећи преживели аудио запис.

## Каснија појављивања
Други Доктор се вратио у серију у три наврата: 1973. за десетогодишњицу серије Три Доктора (у којој се такође вратио Вилијам Хартнел као Први Доктор), 1983. у специјалу поводом 20. годишњице Пет Доктора и још једном 1985. у Два Доктора.

## Остала помињања
Слике Другог Доктора појављују се у серијалима Дан Далека (1972), Мозак Морбијуса (1976), Земљотрес (1982), Модрин бесмртни (1983) и Васкрснуће Далека (1984), епизодама „Људска природа“ (2007), „Следећи Доктор“ (2008), „Једанаести час“ (2010), „Винсент и Доктор“ (2010), „Подстанар“ (2010), „Кошмар у сребрном“ (2013) и „Супрузи Ривер Сонг“ (2015) и у епизоди Пустоловина Саре Џејн „Смрт Доктора“ (2010).
Скулптура његове главе заједно са главом Првог Доктора појављује се у специјалу За децу у невољи из 1993. под називом Величине у времену (1993). Четврти Доктор га је назвао „фрулашем“.
Накратко се појављује у епизоди „Име Доктора“ (2013) где су коришћени архивски снимци из Пет Доктора да би га приказали како трчи поред Кларе Освалд у невиђеној пустоловини.
Други Доктор се појављује, преко архивских слика, у специјалу поводом 50. годишњице серије „Дан Доктора“ (2013). Виђен је како пилотира ТАРДИС-ом и делује унисоно са дванаест других инкарнација Доктора да би спасио Галифреј последњег дана Временског рата.

## Пријем
Траутон је у почетку добио помешан пријем код гледалаца. У писмима послатим Радио времену хвале се „сјајан лик који је створио“ и критикује се „дивна серија“ због претварања у „нешто налик на кловна Кокоа“.
Питер Дејвисон, Колин Бејкер, Силвестер Мекој, Кристофер Еклстон и Мет Смит, који су тумачили Петог, Шестог, Седмог, Деветог и Једанаестог Доктора, изјавили су да им је Други Доктор омиљени. Смит је такође изјавио да је његов костим Доктора, посебно лептир машна, такође био под утицајем Другог Доктора, наводећи причу Гробница Киберљуди као омиљену причу.